# Robert Love Taylor
Robert Love Taylor (Carter megye, 1850. július 31. – Washington, 1912. március 31.) az Amerikai Egyesült Államok szenátora (Tennessee, 1907–1912).